# Kabinett Fanfani V
Das Kabinett Fanfani V regierte Italien vom 1. Dezember 1982 bis zum 4. August 1983. Die Regierung von Ministerpräsident Amintore Fanfani stützte sich wie das davor amtierende Kabinett Spadolini II auf eine Fünf-Parteien-Koalition (Pentapartito) bestehend aus Christdemokraten  (DC),  Sozialisten (PSI), Sozialdemokraten (PSDI), Republikanern (PRI) und Liberalen (PLI). Die Republikaner beteiligten sich jedoch nicht mehr an der Regierung. Etliche Minister blieben somit weiter auf ihren Posten oder wechselten die Ressorts. Die Regierung trat am 2. Mai 1983 zurück, weil die erstarkten Sozialisten vorgezogene Neuwahlen forderten, die am 27. Juni 1983 stattfanden. Das fünfte Kabinett Fanfani blieb geschäftsführend im Amt, bis es vom Kabinett Craxi I abgelöst wurde.

## Kabinettsliste

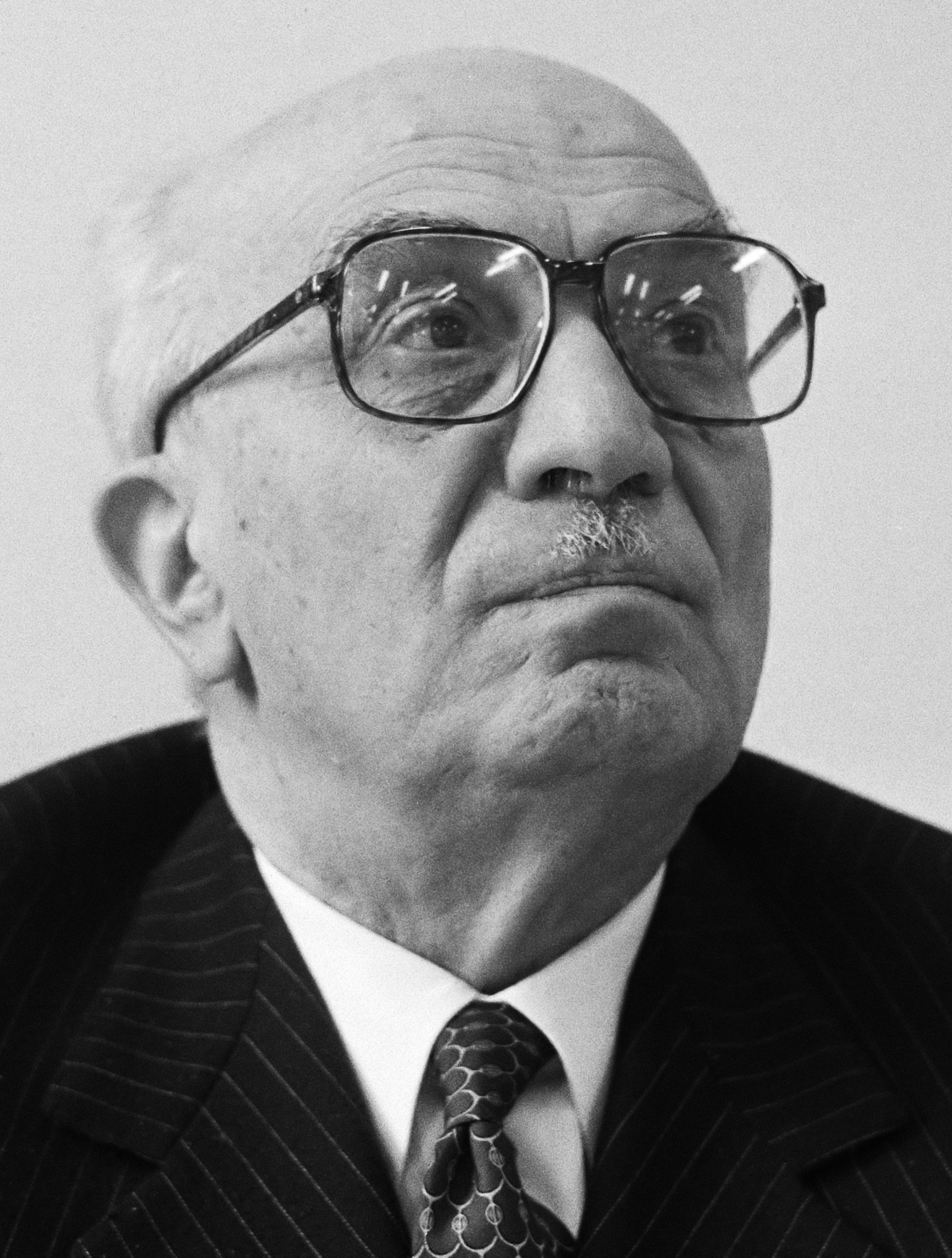
Amintore Fanfani

| Ministerien                    | Name                   | Partei |
| ------------------------------ | ---------------------- | ------ |
| Ministerpräsident              | Amintore Fanfani       | DC     |
| Äußeres                        | Emilio Colombo         | DC     |
| Inneres                        | Virginio Rognoni       | DC     |
| Justiz                         | Clelio Darida          | DC     |
| Verteidigung                   | Lelo Lagorio           | PSI    |
| Haushalt                       | Guido Bodrato          | DC     |
| Finanzen                       | Francesco Forte        | PSI    |
| Schatz                         | Giovanni Goria         | DC     |
| Staatsbeteiligungen            | Gianni De Michelis     | PSI    |
| Landwirtschaft                 | Calogero Mannino       | DC     |
| Öffentliche Arbeiten           | Franco Nicolazzi       | PSDI   |
| Verkehr                        | Mario Casalinuovo      | PSI    |
| Handelsmarine                  | Michele Di Giesi       | PSDI   |
| Industrie                      | Filippo Maria Pandolfi | DC     |
| Außenhandel                    | Nicola Capria          | PSI    |
| Post                           | Remo Gaspari           | DC     |
| Gesundheit                     | Renato Altissimo       | PLI    |
| Arbeit und Soziales            | Vincenzo Scotti        | DC     |
| Kulturgüter und Umwelt         | Nicola Vernola         | DC     |
| Bildung                        | Guido Bodrato          | DC     |
| Tourismus und Veranstaltungen  | Nicola Signorello      | DC     |
| Minister ohne Geschäftsbereich | Name                   | Partei |
| Regionen                       | Fabio Fabbri           | PSI    |
| Forschung                      | Pier Luigi Romita      | PSDI   |
| Europapolitik                  | Alfredo Biondi         | PLI    |
| Zivilschutz                    | Loris Fortuna          | PSI    |
| Verwaltung                     | Dante Schietroma       | PSDI   |
| Süditalien                     | Claudio Signorile      | PSI    |
| Beziehungen zum Parlament      | Lucio Abis             | DC     |